# Turismo em Brunei

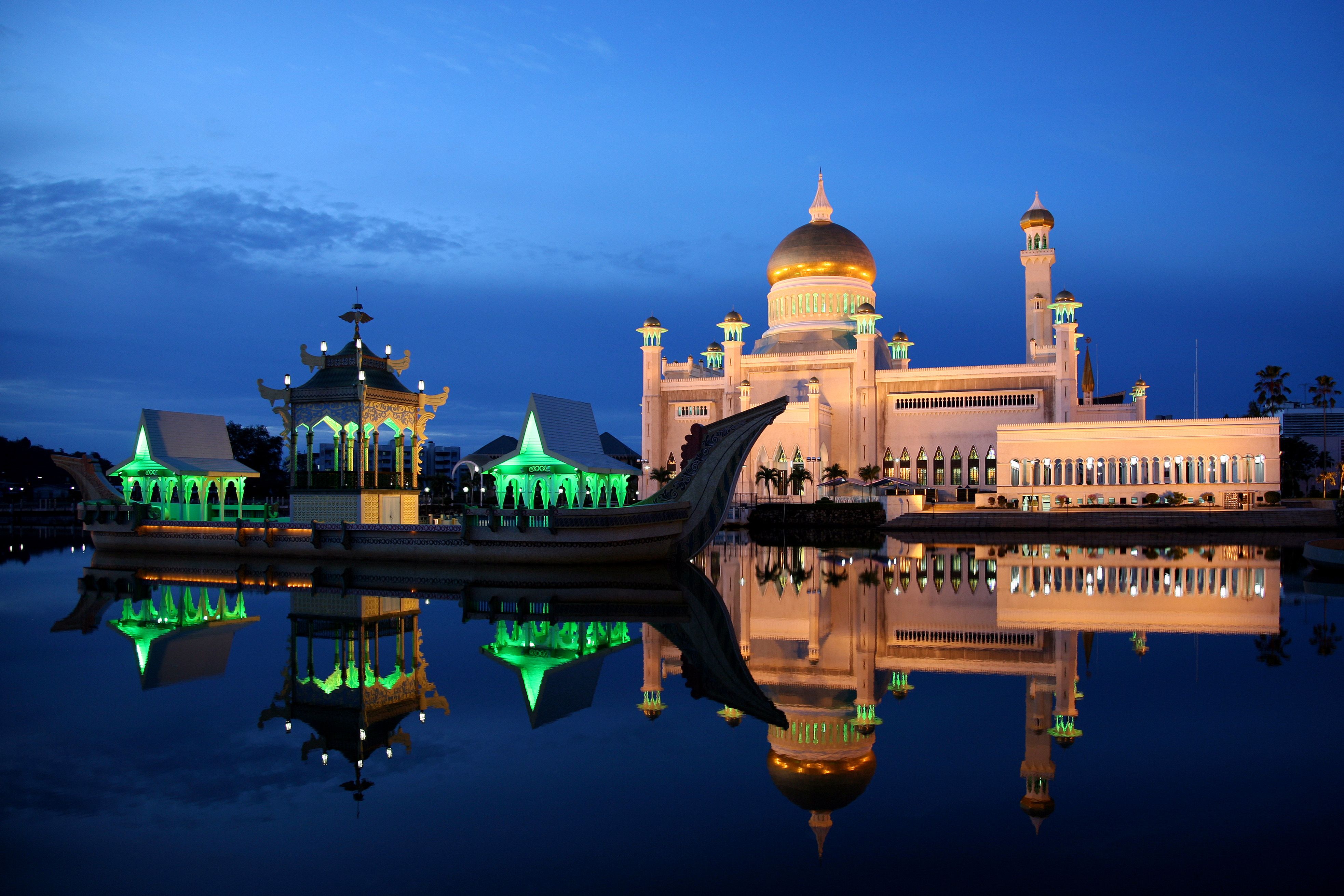
A Grande Mesquita de Omar Ali Saifuddin durante a noite

O turismo em Brunei é de competência do Ministério de Recursos Primários e Turismo de Brunei, que planeja diversificar o turismo no país para incluir o turismo aventureiro, o ecoturismo e o turismo islâmico.
O Relatório de Competitividade em Viagens e Turismo de 2019 classificou Brunei Darussalam em 72º lugar entre 140 países no geral, e mostrou que Brunei é bastante competitivo quanto a seus preços no setor de turismo, classificando-o em 2º lugar nesses termos. O relatório também avaliou muito bem a segurança do turismo no país, com Brunei sendo classificando em 20º lugar no que tange segurança e proteção. No entanto, alguns outros aspetos do turismo em Brunei são subdesenvolvidos. O país foi classificado em 74º em infraestrutura de serviços turísticos, em 96º em sustentabilidade ambiental, em 104º em recursos naturais (atividades ao ar livre, paisagem, parques naturais e riqueza da fauna), e em 133º em recursos culturais e viagens a negócio.
Em 2019 estimou-se que o turismo internacional gerou uma receita de US$ 177,4 milhões para o país, o que representou 1,3% do Produto Interno Bruto (PIB) de Brunei naquele ano.

## Visão geral
O dólar de Brunei é uma das moedas mais fortes na região da Associação das Nações do Sudeste Asiático (ASEAN), um fator que desencoraja os turistas da região a visitarem Brunei. Um dólar bruneíno equivale a cerca de 10 740 rupias indonésias, 3,10 ringuites malaios, 36,2 pesos filipinos e 23,6 bates tailandeses. De acordo com algumas agências de viagens, por causa da moeda forte de Brunei, os pacotes turísticos são caros em comparação com os de outros países da região, logo os turistas locais preferem outros países da ASEAN, embora os turistas de fora da ASEAN prefiram Brunei. Em 2014, 95% dos turistas estrangeiros chegaram a Brunei por via terrestre, quatro por cento chegaram por via aérea e um por cento pelo mar.

## Política de vistos

Política de vistos de Brunei.
Brunei
Isenção de visto por 90 dias
Isenção de visto por 30 dias
Isenção de visto por 14 dias
Visto à chegada por 30 dias
Visto à chegada por 14 dias
Visto necessário com antecedência

Cidadãos dos seguintes 56 países e territórios podem visitar Brunei sem obter um visto para uma estadia máxima declarada de 90, 30 ou 14 dias:
| - União Europeia (todos os cidadãos) \| - Islândia - Liechtenstein - Noruega \| - Suíça - Reino Unido1 - Estados Unidos \| \| |                                         |  |
| - Islândia - Liechtenstein - Noruega                                                                                          | - Suíça - Reino Unido1 - Estados Unidos |  |

| - Islândia - Liechtenstein - Noruega | - Suíça - Reino Unido1 - Estados Unidos |  |

| - Laos - Malásia - Nova Zelândia | - Omã - Singapura - Coreia do Sul | - Turquia - Ucrânia - Emirados Árabes Unidos |  |

| - Camboja - Canadá - Costa Rica | - Hong Kong - Indonésia - Japão | - Macau - Maldivas - Myanmar | - Peru - Filipinas - Rússia | - Tailândia - Vietnã |  |

## Iniciativas governamentais
O governo de Brunei orçou B$ 300 000 para o turismo em 2015, e as previsões para o turismo também foram feitas no Plano de Desenvolvimento Nacional do país (NDP). Brunei está buscando investimento estrangeiro direto em turismo e colaboração com várias agências.

### Programa de Destino de Tutong
O Programa de Destino de Tutong é um projeto piloto para aumentar o turismo no Distrito de Tutong, um importante destino turístico do país. O programa, criado pelo governo distrital em colaboração com agências de viagens e ONGs, começou em 2013. Mais de 2 000 turistas visitaram Tutong (que tem mais de 30 destinos turísticos em potencial) desde que o projeto foi apresentado. O distrito foi visitado por 50 delegados da Área de Crescimento do Leste da ASEAN de Brunei-Indonésia-Malásia-Filipinas (BIMP-EAGA).

### Oficina de Observação de Pássaros 2015
A observação de pássaros é um aspecto do turismo natural identificado no Plano Diretor de Turismo de Brunei. Em 2015, um workshop de observação de pássaros com duração de três dias foi patrocinado pelo Departamento de Desenvolvimento do Turismo de Brunei em colaboração com a Sunshine Borneo Passeios e Viagens, a Sociedade da Natureza da Malásia (MNS), o Contselho de Observação de Aves (BCC) e voluntários do Grupo de Observadores de Aves de Brunei.

## Atrações turísticas
Os principais pontos de interesse em Brunei são em relação ao ecoturismo, turismo cultural, patrimonial e islâmico.

### Distrito de Belait

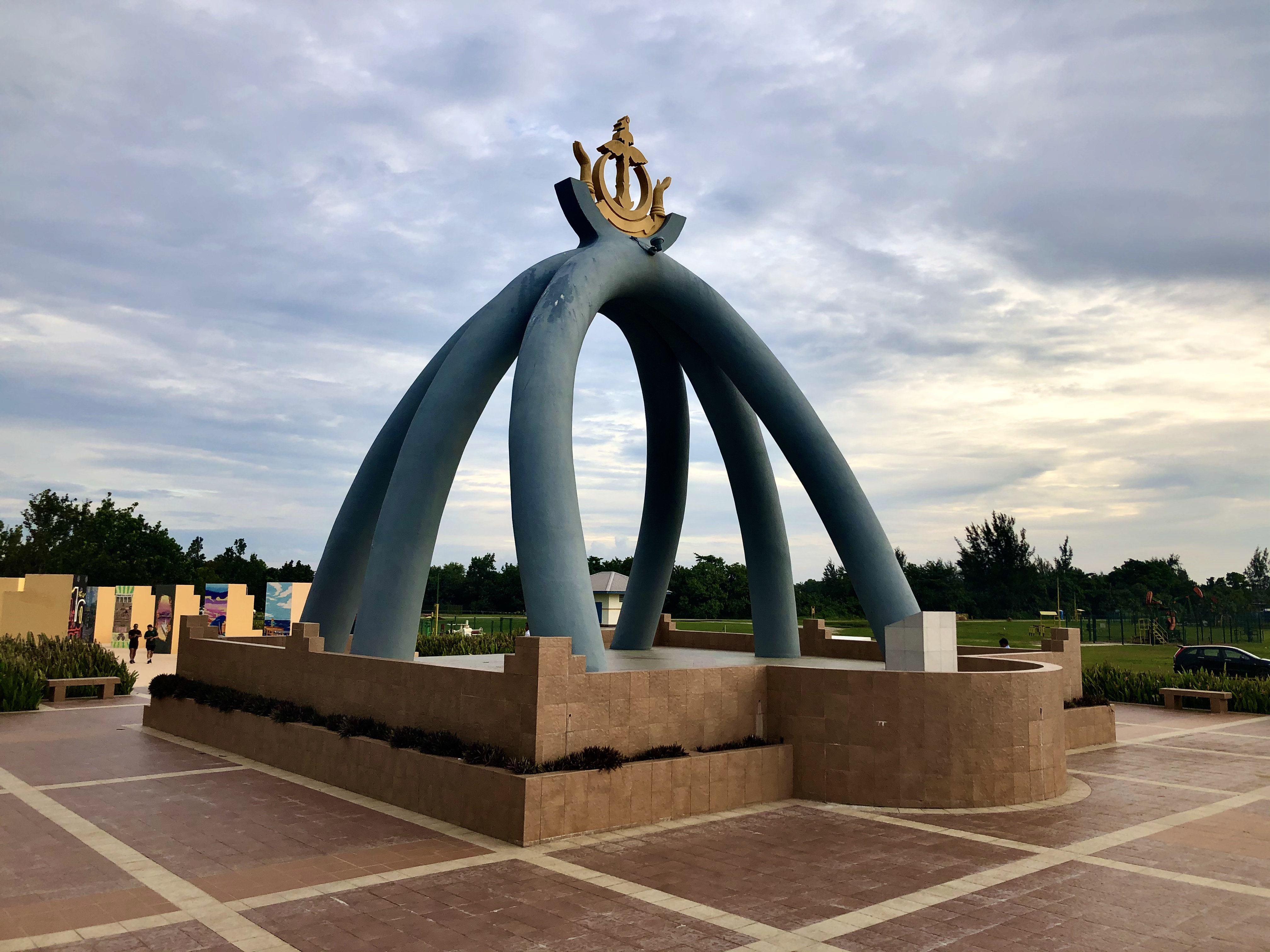
Monumento do Bilionésimo Barril

No Distrito de Belait, alguns pontos de interesse incluem:
- Parque Recreativo Anduki: inaugurado em 1992 em comemoração ao jubileu de prata do sultão Haji Hassanal Bolkiah, o Parque Recreativo Anduki serve como o refúgio para o público e turistas. Situado em uma localização com vista para um lago azul celeste, o parque oferece um lugar para uma reunião à tarde ou para algumas corridas de barco controladas por rádio.
- Monumento do Bilionésimo Barril: construído em 1991, o monumento fica ao longo da praia em Seria e é um símbolo de conquista na produção de petróleo de Brunei. Comemorando a conquista em seu nome, a estrutura icônica é alta e visível. Este marco está situado na praia em Seria, que fornece vista para o pôr-do-sol e plataformas de petróleo no horizonte distante.
- Fazenda Labi Coffee: abriga mais de 9 hectares com 18 mil pés de café cultivados localmente na extensão de seu pomar.
- Parque Recreativo Luagan Lalak: abriga um pântano aluvial de água doce com passarelas que se estendem até o centro do pântano, onde a água reflete o céu aberto.
- Menara Cendera Kenangan: um farol que tem algumas das vistas mais panorâmicas do Distrito de Belait.
- Cataracas Teraja: formadas por mais de 40 cascatas, possuem piscinas naturais cristalinas e acesso à flora e vida selvagem.

### Distrito de Brunei-Muara

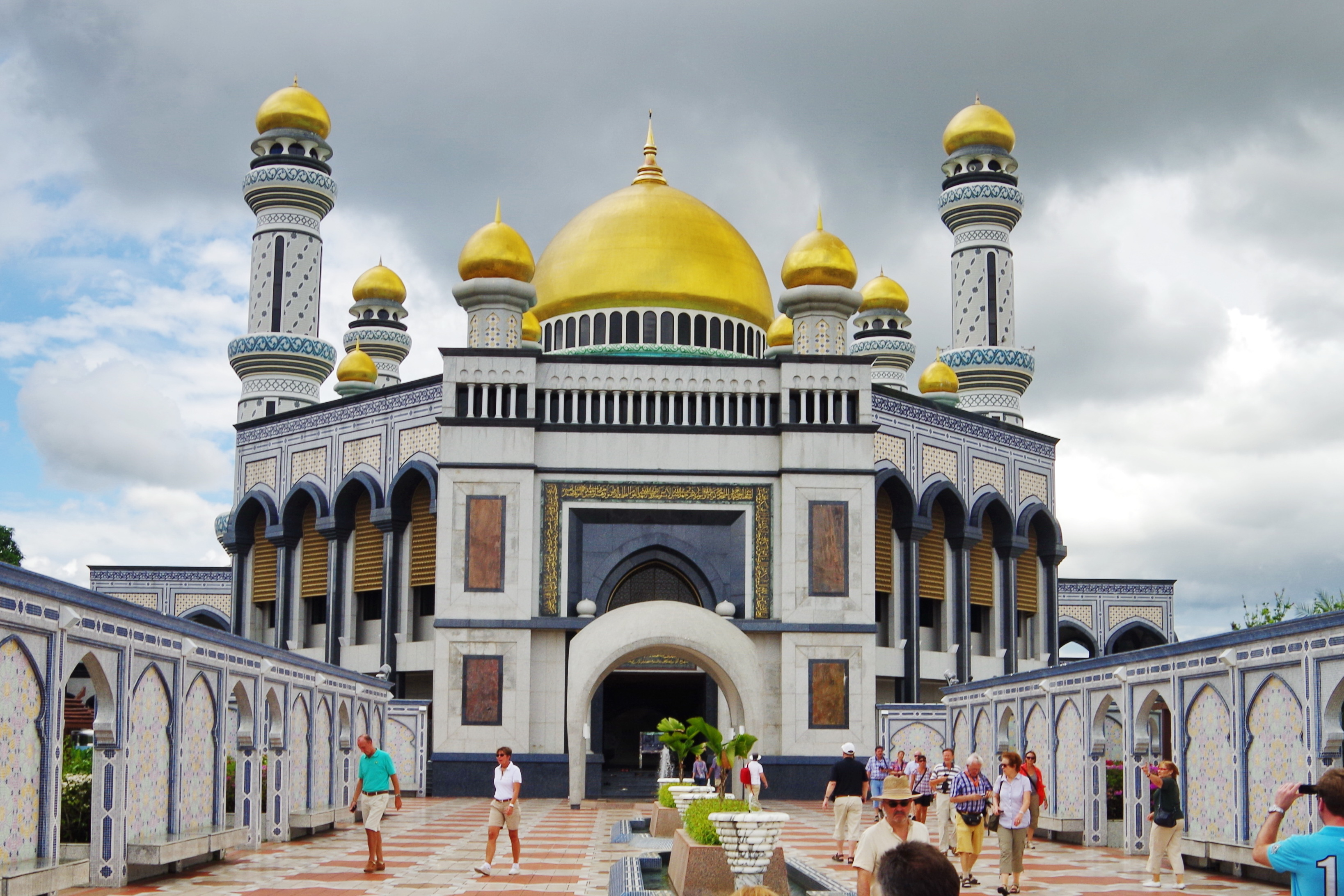
Mesquita Jame 'Asr Hassanil Bolkiah

No Distrito de Brunei-Muara, alguns pontos de interesse incluem:
- Dermaga Diraja: mais popularmente conhecido como ‘Waterfront’, está situado nas margens do rio Brunei e foi remodelado em um passeio panorâmico que leva ao Parque Mahkota Jubli Emas.
- Mesquita de Omar Ali Saifuddin: uma das mesquitas mais icônicas do Pacífico Asiático, com uma cúpula dourada e paredes de mármore altas com vista para a lagoa que abriga a histórica Mahligai Barge.
- Lago Lugu: uma lagoa de água doce de cor turquesa.
- Kampong Ayer: um grupo de assentamentos sobre palafitas no rio Brunei. Inclui a Galeria Cultural e de Turismo de Brunei e é conhecida como a "Veneza do Oriente".
- Tempo Teng Yun: o mais antigo templo chinês existente em Brunei. O interior é decorado com azulejos pintados à mão representando lendas chinesas e é constantemente perfumado com fumaça de bastões de orações fumegantes. Desde o seu estabelecimento na década de 1960, o Templo Teng Yun tem sido um santuário para os devotos da comunidade chinesa, que representa cerca de 10 por cento da população.
- Museu de Tecnologia Malaio: museu sobre a tecnologia tradicional empregada pelos residentes de Kampong Ayer em seu sustento por meio de uma série de exposições que retratam a antiga vida bruneiana na vila de água.
- Parque Jerudong: é um parque de diversões em Jerudong. É o maior e mais caro parque de diversões do Sudeste Asiático.[15]

### Distrito de Temburong

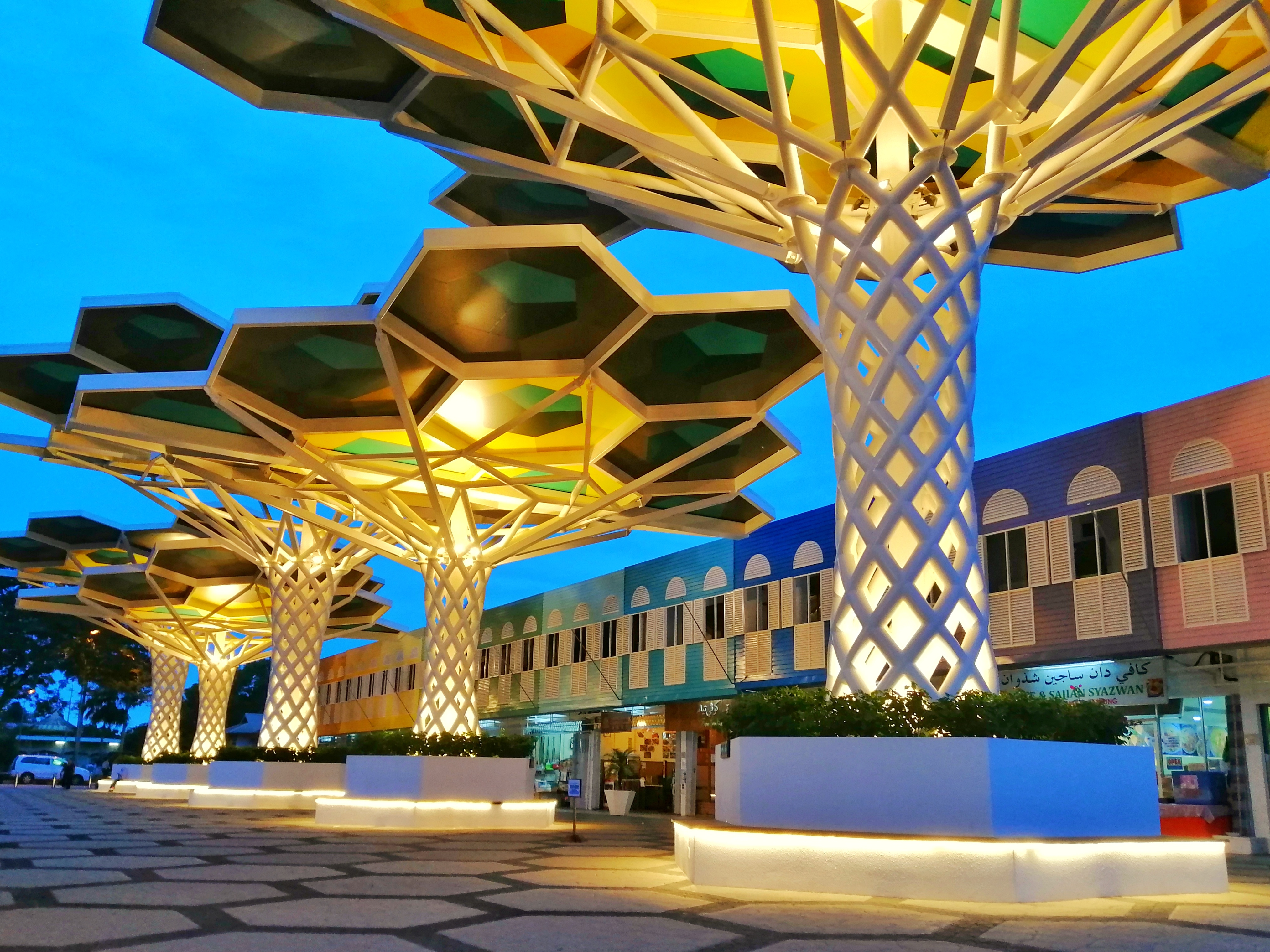
Área de pedestres em Bangar, no distrito de Temburong, Brunei

No Distrito de Temburong, alguns pontos de interesse incluem:
- Cidade de Bangar: escondida entre a densa floresta de mangue, a principal atração de Bangar é o Parque Nacional Ulu Temburong, onde é possível explorar alguns dos arranha-céus mais antigos do mundo na forma de torres botânicas centenárias.
- Parque Nacional de Ulu Temburong: é o primeiro parque nacional a ser estabelecido em Brunei, protegido desde 1991. O parque fica no leste de Brunei, e cobre cerca de 40% do distrito no sul, com 550 quilômetros quadrados. Está dentro da Reserva Florestal Batu Apoi.

- Ponte Sultão Haji Omar 'Ali Saifuddien: estende-se por notáveis 30 km de comprimento e é uma das pontes mais longas do Sudeste Asiático. A ponte de duas faixas foi inaugurada em março de 2020, com o objetivo de ligar o distrito de Temburong ao continente.
- Tamu Bangar: principal mercado de Temburong.
- Belalong Canopy Walkway: formada por cinco torres conectadas com uma altura do dossel de mais de 43 metros. Oferece uma visão panorâmica da beleza intocada das florestas tropicais de Brunei.

### Distrito de Tutong
No Distrito de Tutong, alguns pontos de interesse incluem:
- Cidade de Tutong: situada entre os dois bairros mais movimentados, a cidade de Tutong fornece uma excelente vista para o rio Tutong.

- Praia de Seri Kenangan: o lado de uma longa faixa de terra a apenas 5 minutos da cidade de Tutong, com o rio Tutong de um lado e o Mar da China Meridional do outro.